# سد حشیان
سد حشیان در استان مرکزی و به فاصله ۴۸ کیلومتری غرب شهرستان شازند قرار دارد و در  روستا حشیان در حوزه شهرستان شازند است.